# Поляново (Слупецький повіт)
Поляново (пол. Polanowo) — село в Польщі, у гміні Повідз Слупецького повіту Великопольського воєводства.
Населення — 55 осіб (2011).
У 1975-1998 роках село належало до Конінського воєводства.

## Демографія
Демографічна структура станом на 31 березня 2011 року:
|          | Загалом | Допрацездатний вік | Працездатний вік | Постпрацездатний вік |
| -------- | ------- | ------------------ | ---------------- | -------------------- |
| Чоловіки | 32      | 4                  | 23               | 5                    |
| Жінки    | 23      | 2                  | 16               | 5                    |
| Разом    | 55      | 6                  | 39               | 10                   |